# Hymie Weiss
Pour les articles homonymes, voir Wojciechowski.
Henryk "Earl" Wojciechowski,  dit Hymie Weiss (1898-1926) est un gangster américain du Chicago des années 1920 d'origine polonaise (né en Pologne mais émigré à 3 ans), membre du Gang de North Side et donc adversaire d'Al Capone et de l'Outfit de Chicago. Les épisodes sanglants qui ont jalonné sa vie sont emblématiques d’une période de déliquescence de l'autorité étatique dans la société américaine malgré la prohibition, ou plus sûrement à cause d'elle, favorisant largement le crime organisé et le recul de l'état de droit par la corruption, la passivité, le manque de moyens, la complicité ou la peur.

## Biographie

### Les quartiers nord de Chicago
C’est en compagnie de son complice et ami d’enfance Dean O'Banion que Hymie Weiss fait ses premières armes : cambriolages, vols de voitures, attaques de bijouteries. Les deux jeunes frappes s’illustrent également dans la guerre des journaux en usant de méthodes violentes et expéditives. Quand O'Banion se retrouve à la direction du redoutable Gang de North Side (North Side Gang) de Chicago, il prend son ami Weiss pour bras droit. Le gang tire ses immenses revenus de la contrebande d’alcool. On attribue l’édification de l’empire d’O’Banion aux talents de Hymie Weiss, lequel n’était pas dépourvu de qualités intellectuelles, à l’inverse de son partenaire et patron, Irlandais de souche à la tête brûlée. Les North Siders ont souvent maille à partir avec les lieutenants d’Al Capone et de Johnny Torrio, malfrats de tradition italienne qui leur disputent le territoire de Chicago.

### Le bras vengeur d'O'Banion
En 1924, O’Banion est assassiné. Hymie Weiss prend sa place à la tête des North Siders et jure de le venger. Le 12 janvier 1925, au cours d’une fameuse expédition à laquelle prennent part Schemer Drucci et George Bugs Moran, il fait ouvrir le feu sur la limousine d’Al Capone. Le chauffeur est blessé, Al Capone s’en sort indemne.
Plus rocambolesque est l’expédition conduite par Weiss et Moran contre Johnny Torrio. Pris sous un tir nourri sur le pas de sa porte, ce dernier, grièvement blessé, ne doit la vie sauve qu’à l’arrivée inopinée d’une fourgonnette de blanchisseur qui met fin à la fusillade en faisant fuir les deux agresseurs, lesquels sont persuadés qu’il s’agit de lieutenants de Torrio débarquant en renfort. À la suite de cet épisode, Torrio dépose les armes et part prendre sa retraite en Italie.
Poursuivant son idée de vengeance, Hymie Weiss lance une nouvelle expédition contre Al Capone. Conduite par son associé George Moran, dit "le Branque", celle-ci a lieu le 26 septembre 1926 et prend pour cible le Q.G. du Balafré à Cicero dans la proche banlieue de Chicago : mille cartouches tirées (blessant incidemment une passante et un garde du corps) n’auront pourtant pas raison d’Al Capone qui s’en sort encore une fois sain et sauf.
Trois semaines plus tard, Weiss, alors accompagné de son garde du corps Patrick Murray et de son chauffeur Sam Peller, ainsi que de William O'Brien et Benjamin Jacobs, est pris pour cible par des tireurs équipés d'une mitraillette et d'un fusil à pompe postés dans un immeuble situé à côté de celui qu’il occupe. Patrick Murray, touché à huit reprises, meurt sur le coup. Atteint par 14 balles, Hymie Weiss meurt à son arrivée à l'hôpital Henrontin : il n'avait que vingt-huit ans. Sam Peller, William O'Brien et Benjamin Jacobs sont légèrement blessés.